# David Suazo
Óscar David Suazo Velásquez (San Pedro Sula, 5. studenog 1979.) je honduraški umirovljeni nogometaš. Bio je četiri godine igrač Intera. Suazo je bio član honduraske nogometne reprezentacije koja je igrala na Olimpijskim igrama u Sidneyu 2000. Njegovi rođaci Maynor Suazo i Hendry Thomas su također profesionalni nogometaši. 
Suazo je član Intera od 2007., kada je stigao iz Cagliarija za koji je u osam sezona odigrao 255 utakmica i postigao 95 golova. Godine 2006., uz Kaku je proglašen najboljim stranim igračem u Serie A. 

## Klupski trofeji
CD Olimpia
- Honuraška prva liga : 1998./99.
- Honduraški Super kup : 1996./97.
- Honduraški kup : 1998.

Inter FC
- Serie A : 2007./08.